# Couvent des Capucins de Tervuren
Pour les articles homonymes, voir Couvent des Capucins.
Le couvent des Capucins était un couvent catholique situé en forêt de Soignes, dans l'actuel bois des Capucins, à Tervuren. Il fut créé en 1626 à l'initiative de l'archiduchesse Isabelle et détruit en 1796.

## Histoire
Antoine d'Arenberg ayant obtenu d'Isabelle la concession d’un terrain situé à Tervueren, dans la forêt de Soignes, il y fit construire un monastère sur des plans qu’il avait lui-même dressés, et il entoura cette maison de bosquets et d’étangs. À l’extrémité du jardin se trouvait un petit bâtiment où l’infante venait, tous les ans, pratiquer les exercices de la retraite spirituelle. Elle y couchait sur une natte de jonc, n’ayant d’autre oreiller qu’un gros rouleau de chêne, qu’on y montrait encore à la fin du XVIIIe siècle.

## Galerie

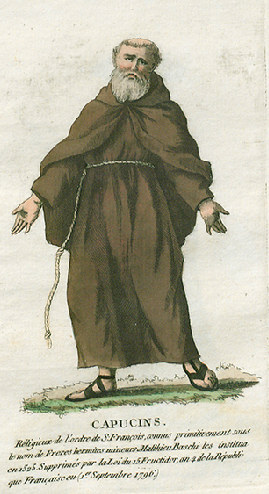
Capucins.
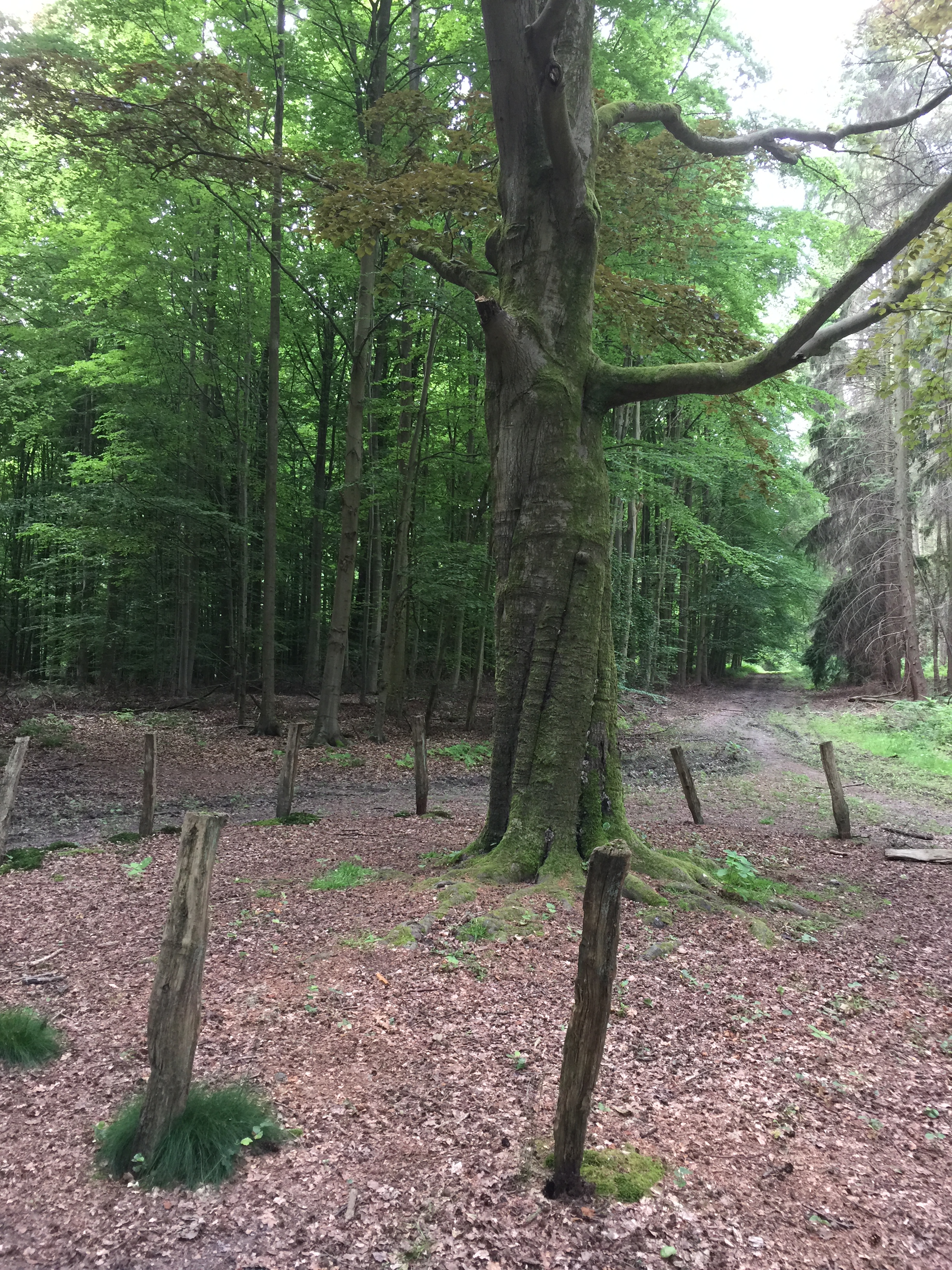
Bois des Capucins : Les ruines souterraines sont enfouies  dans la végétation entre les drèves de l'Hôpital, de l'Aumônier et des Puits.
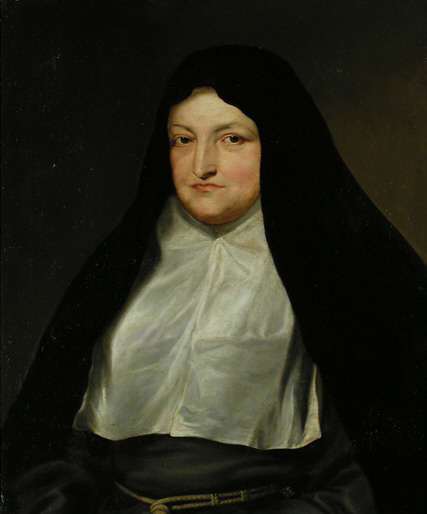
L'infante Isabelle en nonne anonyme.
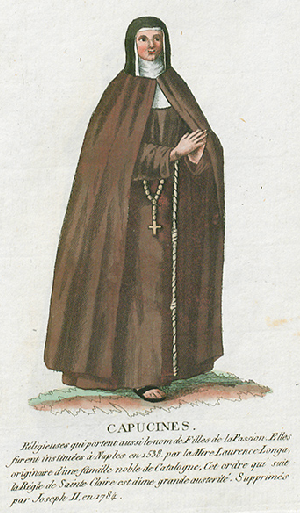
Capucines.